# لويس ماجو
لويس ماجو (بالإسبانية: Luis Mago) هو لاعب كرة قدم فنزويلي في مركز الدفاع، ولد في 15 سبتمبر 1994 في كومانا في فنزويلا. شارك مع منتخب فنزويلا لكرة القدم. أما مع النوادي، فقد لعب مع نادي بالستينو ونادي النجمة السعودي.

## وصلات خارجية
- لويس ماجو على موقع قاعدة بيانات كرة القدم.إي يو (الإنجليزية)
- لويس ماجو على موقع ناشيونال فوتبول تيمز (الإنجليزية)
- لويس ماجو على موقع Soccerway.com (الإنجليزية)
- لويس ماجو على موقع AS.com (الإسبانية)